# Самюель Екеме
Самюель Екеме (фр. Samuel Ekeme, нар. 12 липня 1966) — камерунський футболіст, що грав на позиції захисника.

## Клубна кар'єра
Розпочав грати у футбол на батьківщині у клубах «Карммак Баменда» та «Сантос Яунде», а 1986 року перейшов до одного з грандів місцевого футболу «Канон Яунде», у складі якого провів наступні п'ять років своєї кар'єри гравця, вигравши чемпіонський титул 1991 року і Кубок Камеруну 1993 року.
Протягом 1994 року захищав кольори клубу «Расінг» (Бафусам), після чого відправився до США і підписав контракт з клубом «Гаваї Цунамі» з USISL. Клуб виграв чемпіонат Північно-Західного дивізіону, а Екеме був визнаний захисником року Північно-Західного дивізіону.
31 серпня 1995 року Екеме підписав дворічний контракт з шоубольним мексиканським клубом «Монтеррей Ла Раса», з яким виграв чемпіонат CISL 1995 року.
У лютому 1996 року Екеме був обраний клубом «Канзас-Сіті Віз» під 146-м номером (15-й раунд) на першому драфті Major League Soccer. У сезоні 1996 року він зіграв двадцять три ігри з «Канзас-Сіті».
26 лютого 1997 року він повернувся до шоуболу і підписав контракт з «Канзас-Сіті Атак» з NPSL. Він приєднався до команди незадовго до плей-оф і зіграв важливу роль у здобутті командою чемпіонського титулу. Влітку 1997 року він грав за «Нашвілл Метрос» в USISL, після чого повернувся до «Канзас-Сіті Атак», де грав ще три роки. Він тренував футбольну команду Turner Bears протягом сезону 2001—2002 років, а завершив свою ігрову кар'єру чотирма іграми за «Канзас-Сіті Кометс» протягом сезону 2003—2004 років у Major Indoor Soccer League.

## Виступи за збірну
У складі національної збірної Камеруну був учасником чемпіонату світу 1994 року у США, але на поле не виходив.
Загалом протягом кар'єри в національній команді провів у її формі 32 матчі.